# Université nationale de La Rioja

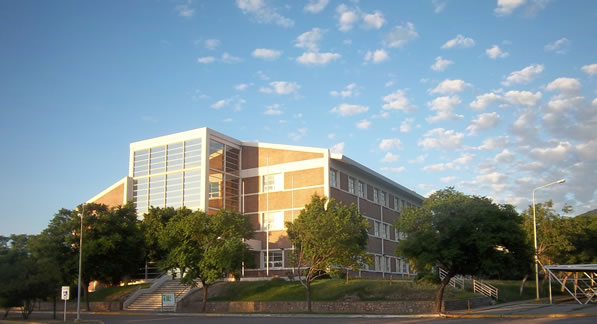
L'université de La Rioja

L’université nationale de La Rioja (en espagnol : Universidad Nacional de La Rioja, en abrégé UNLaR) est une université publique argentine dont le siège central est situé dans la ville de La Rioja, capitale de la province homonyme, dans l’ouest du pays. L’université détient des campus également à Aimogasta, Chamical, Chepes et Villa Unión, tous situés dans ladite province, et s’est dotée en outre de cinq Délégations académiques, établies à Villa Santa Rita de Catuna, Tama, Olta, Ulapes et Vinchina, c'est-à-dire dans divers départements de la même province. Elle fut fondée le 2 juin 1972, par une loi provinciale, en tant qu’université provinciale de La Rioja, puis élevée, le 28 décembre 1993, en vertu d’une loi fédérale, au rang d’université nationale. L’établissement compte à l’heure actuelle quelque 45 000 étudiants.